# Norwegische Sommer-Meisterschaft im Skispringen 2013

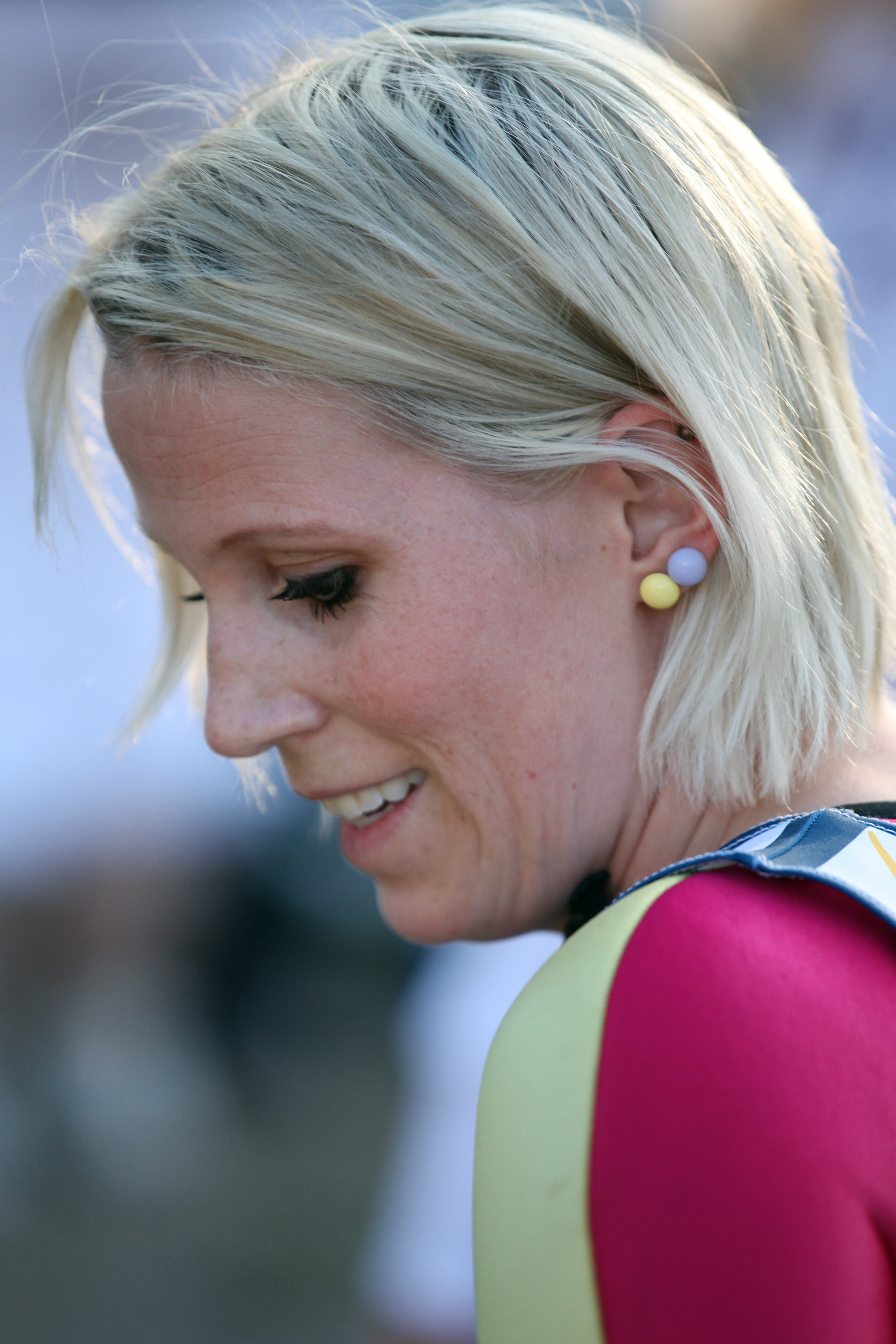
Line Jahr – Titelgewinnerin bei den Damen

Die Norwegischen Sommer-Meisterschaften im Skispringen 2013 fanden am 8. September 2013 statt. Das Springen auf der Normalschanze fand auf dem Midtstubakken in Oslo statt. Die Titel sicherten sich der 17-jährige Nachwuchsspringer Phillip Sjøen und bei den Damen Line Jahr, die damit ihren Erfolg von 2008 und 2009 wiederholte.
Norwegens Top-Springer waren bei den Wettbewerben nicht am Start, da Nationaltrainer Alexander Stöckl mit ihnen zum Trainingslager in Trondheim weilte.

## Ergebnisse

### Normalschanze Herren
| Platz | Sportler               | Weite 1 | Weite 2 | Punkte |
| ----- | ---------------------- | ------- | ------- | ------ |
| 1.    | Phillip Sjøen          | 102.0   | 103.0   | 285.4  |
| 2.    | Joachim Hauer          | 100.0   | 103.0   | 282.4  |
| 3.    | Mats Søhagen Berggaard | 97.0    | 99.0    | 277.5  |
| 4.    | Daniel-André Tande     | 96.0    | 98.5    | 272.5  |
| 5.    | Jan Fuhre              | 98.0    | 96.0    | 259.9  |
| 6.    | Vegard Swensen         | 86.5    | 98.5    | 250.5  |
| 7.    | Ole Marius Ingvaldsen  | 93.0    | 91.5    | 249.0  |
| 8.    | Halvor Egner Granerud  | 96.0    | 92.0    | 248.4  |
| 9.    | Espen Enger Halvorsen  | 91.5    | 92.5    | 248.0  |
| 10.   | Fredrik Bjerkeengen    | 91.5    | 92.5    | 245.0  |

### Normalschanze Damen
| Platz | Sportler     | Weite 1 | Weite 2 | Punkte |
| ----- | ------------ | ------- | ------- | ------ |
| 1.    | Line Jahr    | 92.0    | 97.5    | 217.9  |
| 2.    | Anette Sagen | 93.0    | 87.0    | 198.4  |
| 3.    | Maren Lundby | 89.5    | 89.5    | 197.4  |